# Ketleyn Quadros
Ketleyn Lima Quadros, née le 1er octobre 1987 à Ceilândia, District fédéral, est une judokate brésilienne. Elle est médaillée de bronze olympique en 2008 en catégorie des moins de 57 kg.

## Palmarès
| Année | Compétition                | Lieu           | Résultat | Catégorie      |
| ----- | -------------------------- | -------------- | -------- | -------------- |
| 2008  | Championnats panaméricains | Miami          | 3e       | Moins de 57 kg |
| 2008  | Jeux olympiques            | Pékin          | 3e       | Moins de 57 kg |
| 2011  | Jeux mondiaux militaires   | Rio de Janeiro | 2e       | Moins de 57 kg |
| 2013  | Championnats panaméricains | San José       | 3e       | Moins de 57 kg |
| 2013  | Universiade                | Kazan          | 1re      | Moins de 57 kg |
| 2014  | Championnats panaméricains | Guayaquil      | 3e       | Moins de 57 kg |
| 2020  | Championnats panaméricains | Guadalajara    | 3e       | Moins de 63 kg |
| 2023  | Jeux panaméricains         | Santiago       | 3e       | Moins de 63 kg |